# Viktorie Jánská
Viktorie Jánská (* 7. August 2006 in Pilsen) ist eine tschechische Leichtathletin, die im Sprint, Hürdenlauf und im Weitsprung an den Start geht.

## Sportliche Karriere
Erste internationale Erfahrungen sammelte Viktorie Jánská im Jahr 2022, als sie bei den U18-Europameisterschaften in Jerusalem mit 13,79 s im Halbfinale im 100-Meter-Hürdenlauf ausschied. Zudem verhalf sie der tschechischen Sprintstaffel (1000 Meter) zum Finaleinzug. Anschließend gewann sie beim Europäischen Olympischen Jugendfestival (EYOF) in Banská Bystrica mit 5,73 m die Bronzemedaille im Weitsprung und belegte über 100 m Hürden in 13,84 s den fünften Platz. Zudem belegte sie im Staffelbewerb in 2:11,72 min den vierten Platz. Im Jahr darauf belegte sie dann beim EYOF in Maribor mit 5,97 m den fünften Platz im Weitsprung und gewann mit der Medley-Staffel in 2:07,16 min die Bronzemedaille.
2023 wurde Jánská tschechische Hallenmeisterin in der 4-mal-200-Meter-Staffel.

## Persönliche Bestleistungen
- 100 Meter: 11,95 s (−0,8 m/s), 30. Mai 2021 in Stříbro
- Weitsprung: 6,08 m (+1,1 m/s), 2. Juli 2023 in Ostrava
  - Weitsprung (Halle): 6,06 m, 25. Februar 2023 in Ostrava